# Mixdorf
Mixdorf est une commune de l’arrondissement d'Oder-Spree, au Brandebourg, en Allemagne.
Sa population était de 907 habitants en 2017.

## Histoire
De 1815 à 1947, Mixdorf faisait partie de la province de Brandebourg, une division du royaume de Prusse.
Après la Seconde Guerre mondiale, Mixdorf est incorporée dans l’État de Brandebourg de 1947 à 1952 puis au district de Francfort-sur-l'Oder, en Allemagne de l’Est, de 1952 à 1990. Depuis 1990, Mixdorf fait à nouveau partie du Brandebourg.

## Politique

### Représentation municipale
Le conseil municipal de Mixdorf se compose de dix membres et du maire bénévole. Les élections municipales du 26 mai 2019 ont abouti aux résultats suivants :
| Groupe électoral (nom en français)                                                                         | Pourcentage des voix | Sièges |
| --- | -------------------- | ------ |
| Gemeinsames Mixdorf (Mixdorf commun)                                                                       | 58,4 %               | 6      |
| Wählergemeinschaft gegen Windkraft in Mixdorf (Communauté d’électeurs contre l’énergie éolienne à Mixdorf) | 41,6 %               | 4      |

### Maires
- 1998–2014: Karl-Friedrich Rubach[2]
- 2014–2019: Marlies Janisch[3]
- depuis 2019: Dieter-Lothar Mutke

Mutke a été élu maire le 26 mai 2019 sans autre candidat, avec 79,2 % des voix valides pour un mandat de cinq ans,.

## Armoiries
Les armoiries ont été approuvées le 18 décembre 2012.
Blason : Divisé par le rouge et le vert par une double barre d’argent courbée; en haut, une croix (de Jean) à huit pointes, en bas, un creuset rempli de rouge avec deux poignées. "
Les armoiries ont été dessinées par le spécialiste en héraldique Uwe Reipert.